# 唱片郵票

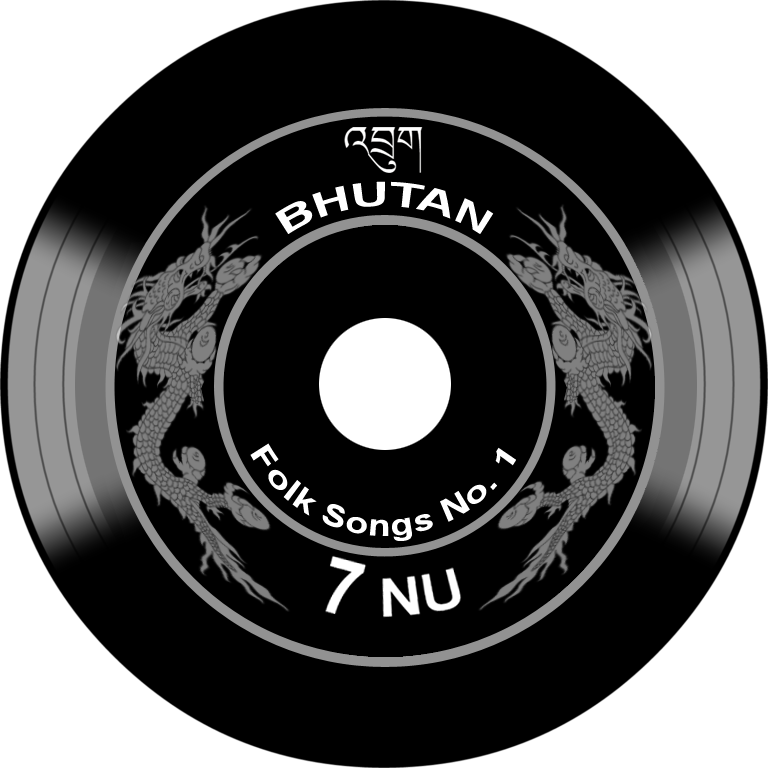
不丹唱片郵票

唱片邮票是一种录制有声音信息，可在唱片机上播放的邮票。
1973年4月15日，为宣传不丹旅游业的成就，不丹發行了世界上第一套唱片郵票。这套邮票用塑料制成，全套共7枚。第1到5枚直径60mm，放在唱机上，能播放不丹的国歌和民谣；第6到7枚直径100mm，系航空邮票，邮票中心部分印有八宝图、龙图、不丹国名、邮票面值等。
2014年9月4日，瑞士发行了唱片邮票小型张。该小型张规格为168mm×137mm，其中有一枚直径37mm的圆形邮票，刻录有瑞士国歌，可在唱机上播放。